# Reuniões do Prêmio Nobel de Lindau

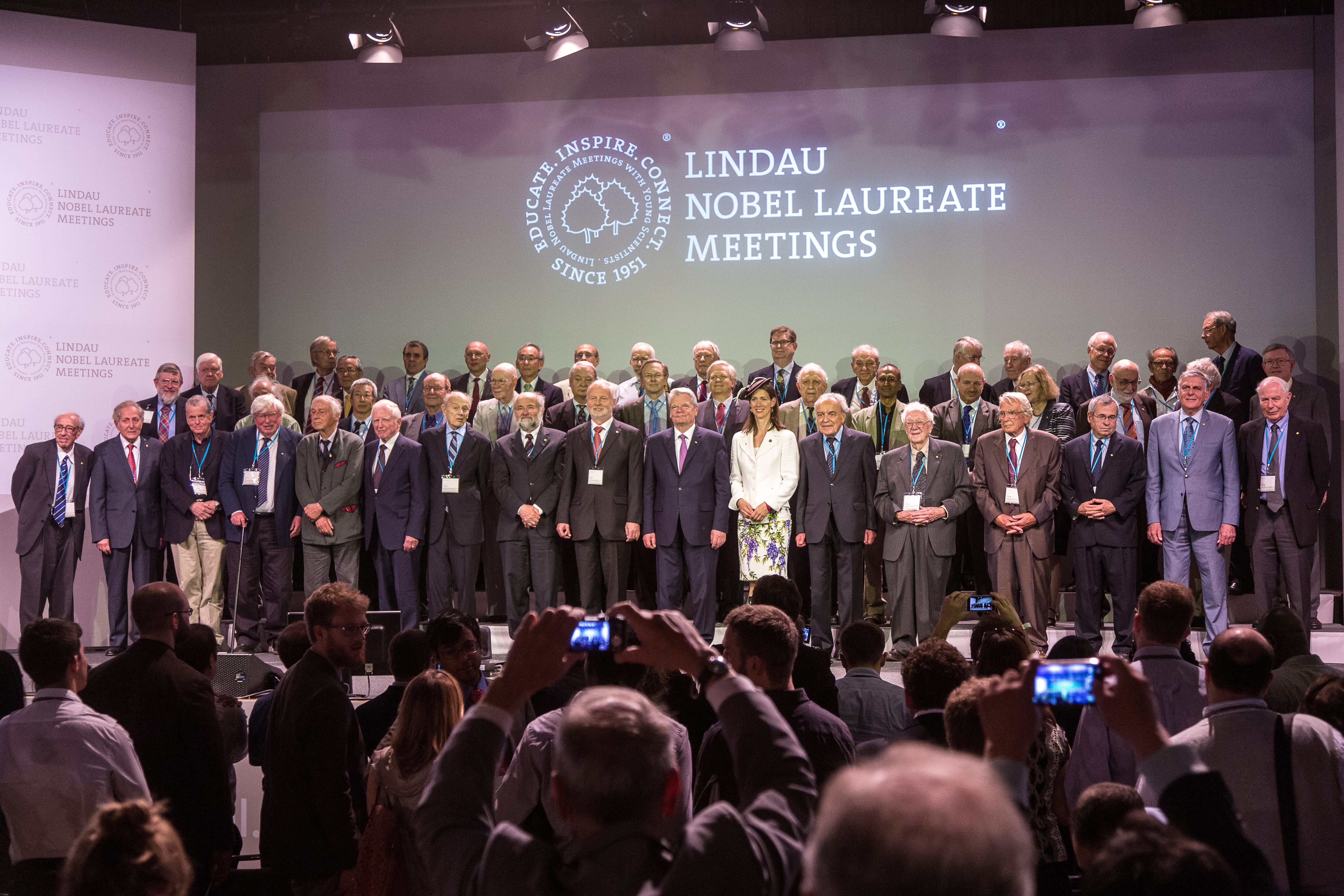
Foto de grupo dos 65 ganhadores do Prêmio Nobel que compareceram à 65ª Reunião de Laureados com o Nobel de Lindau no verão de 2015 e do presidente alemão Joachim Gauck, bem como da Condessa Bettina Bernadotte, presidente do Conselho para as reuniões de Lindau

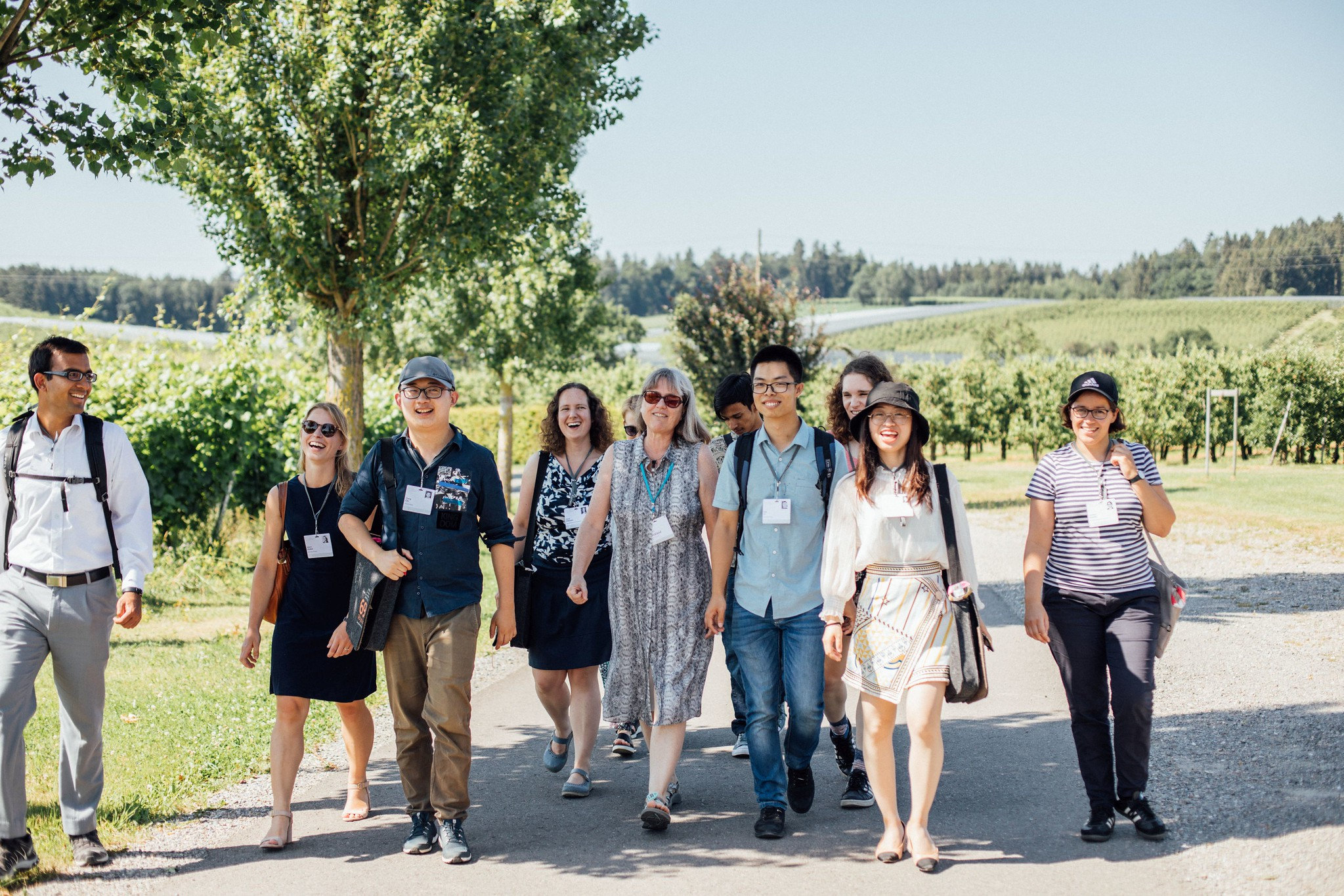
Donna Strickland, ganhadora do Prêmio Nobel, durante uma caminhada pela ciência com jovens cientistas no 69º Encontro de Lindau em 2019. Foto: J. Nimke/Lindau Encontros do Prêmio Nobel

As reuniões do Prêmio Nobel de Lindau (Lindau Nobel Laureate Meetings‎) são conferências científicas anuais realizadas em Lindau, Baviera, Alemanha, desde 1951. Seu objetivo é reunir ganhadores do Prêmio Nobel e jovens cientistas para promover o intercâmbio científico entre diferentes gerações, culturas e disciplinas. Os encontros assumem uma posição ímpar entre as conferências científicas internacionais, pois de 30 a 65 laureados com o Nobel a cada edição são a maior congregação regular de laureados com o Nobel do mundo, além da cerimônia de entrega do Prêmio Nobel em Estocolmo.

## Objetivo
Cada reunião em Lindau consiste em diversas sessões científicas, como palestras plenárias e painéis de discussão, bem como uma variedade de eventos sociais e de networking. Os encontros não são centrados na apresentação de resultados de pesquisas, mas, em vez disso, seus principais objetivos são a troca de ideias e a discussão de temas globalmente relevantes para todos os cientistas. Os ganhadores do Prêmio Nobel não recebem nenhum tipo de remuneração pela participação e são livres para escolher os temas de suas apresentações. Aproximadamente 350 são membros da Assembleia de Fundadores das reuniões.

## História
Após a Segunda Guerra Mundial, a Alemanha foi desconectada da comunidade científica internacional devido às ramificações do regime nazista. Durante esse tempo, quase nenhuma conferência científica de alto valor ocorreu na Alemanha.

### Ideia inicial e estabelecimento (1951)
Os dois médicos Franz Karl Hein e Gustav Wilhelm Parade de Lindau, uma pequena cidade localizada na margem bávara do Lago de Constança, tiveram a ideia de organizar um encontro científico para reunir pesquisadores e médicos alemães com ganhadores do Prêmio Nobel. Eles convenceram o conde Lennart Bernadotte af Wisborg, membro da Família Real Sueca e proprietário da vizinha Ilha Mainau, a recorrer a seus bons contatos com o Comitê Nobel da Suécia para apoiar o empreendimento. O primeiro encontro, posteriormente realizado em 1951, foi dedicado aos campos da medicina e fisiologia e contou com a presença de sete ganhadores do Prêmio Nobel, entre eles Adolf Butenandt e Hans von Euler-Chelpin. Após o sucesso da reunião inicial, o escopo científico foi ampliado para incluir as outras duas disciplinas do Prêmio Nobel de Ciências Naturais, Química e Física. Assim, foi estabelecida uma modalidade de alternância anual de disciplinas para as reuniões.

Prêmio Nobel Werner Heisenberg cercado por alunos no 5º Encontro do Prêmio Nobel em Lindau em 1955.

### 1954-2000
Em 1954, o Conselho para as Reuniões dos Laureados com o Nobel de Lindau foi fundado e, doravante, estabelecido como o comitê organizador das reuniões. O conde Lennart foi nomeado primeiro presidente do Conselho. Também em 1954, foi introduzido o conceito de convidar estudantes e jovens cientistas para os encontros. Essa etapa foi vista como uma medida para agregar valor social aos encontros. Entre os jovens cientistas participantes naquele ano também estavam estudantes da Alemanha Oriental.
Embora originalmente concebida por Hein e Parade como um encontro europeu de cientistas, as reuniões do Prêmio Nobel de Lindau lentamente, mas de forma constante, tornaram-se mais internacionais. No início, apenas estudantes dos países limítrofes do Lago de Constança, Alemanha, Suíça e Áustria compareceram, mas ano após ano, novas nações começaram a enviar representantes. Desde 2000, cada Encontro de Lindau é frequentado por jovens cientistas de 80 a 90 ou até 100 países.
Em 1987, o conde Bernadotte renunciou ao cargo de presidente do Conselho por motivos de saúde e sua esposa, a condessa Sonja Bernadotte af Wisborg, assumiu o cargo.

### 2000–2008
Pouco antes da virada do milênio, o futuro das reuniões de Lindau estavam em perigo devido às incertezas financeiras. Para contrariar este desenvolvimento negativo, a condessa Sonja Bernadotte expandiu o Conselho e acrescentou especialistas de fundações de caridade e relações públicas, bem como representantes da Fundação Nobel de Estocolmo, ao comitê.

### 2008 – hoje
Quando a condessa Sonja Bernadotte morreu em outubro de 2008, sua filha, a condessa Bettina Bernadotte, foi eleita presidente do conselho. Ela continuou o curso de sua mãe e trabalhou no estabelecimento de mais cooperação com instituições de pesquisa ao redor do mundo, mas também introduziu aspectos educacionais para a sociedade em geral nos Encontros de Lindau.

## Reuniões

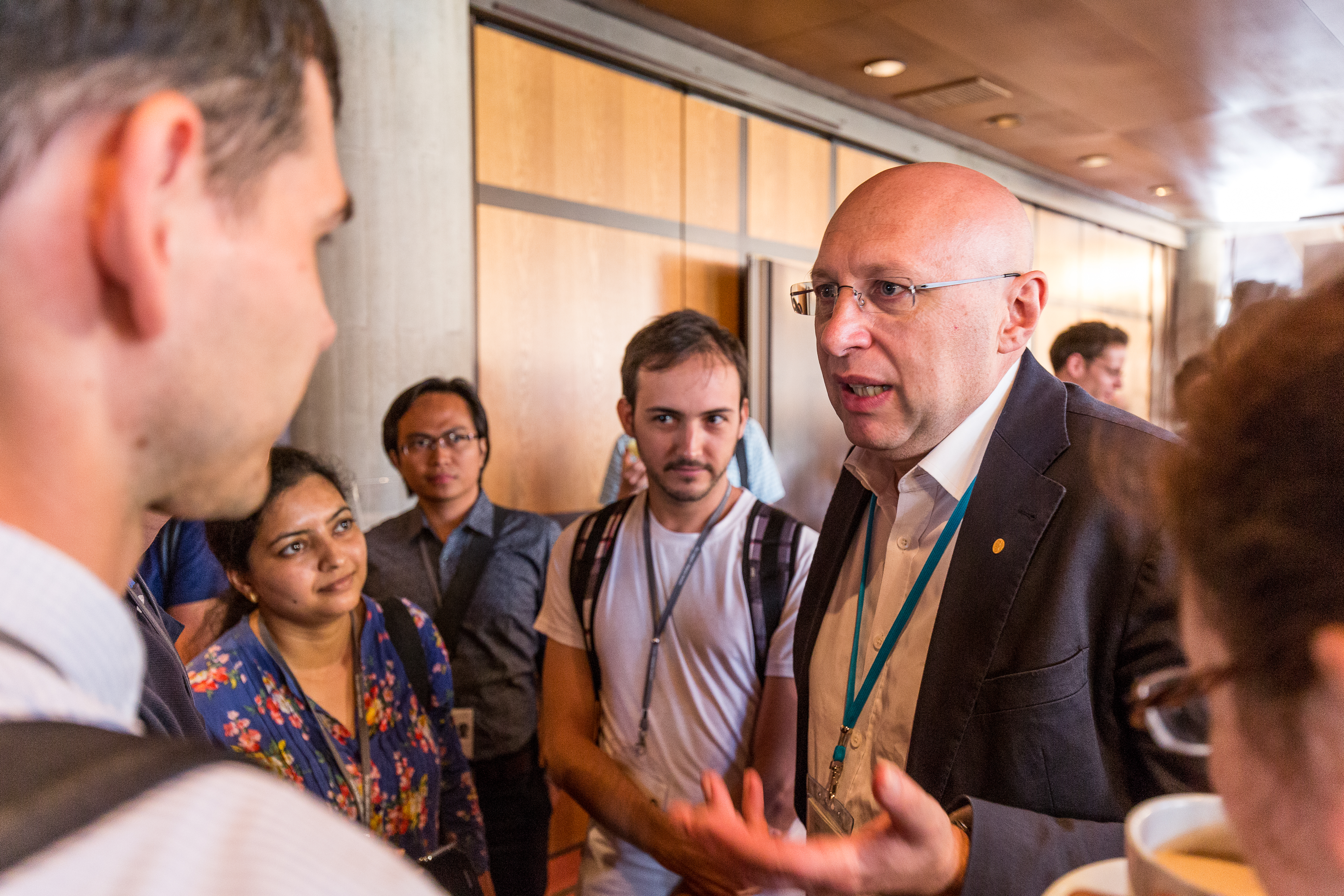
Prêmio Nobel Stefan Hell em discussão com jovens cientistas. Foto: Ch. Reuniões do Prêmio Nobel Flemming/Lindau.

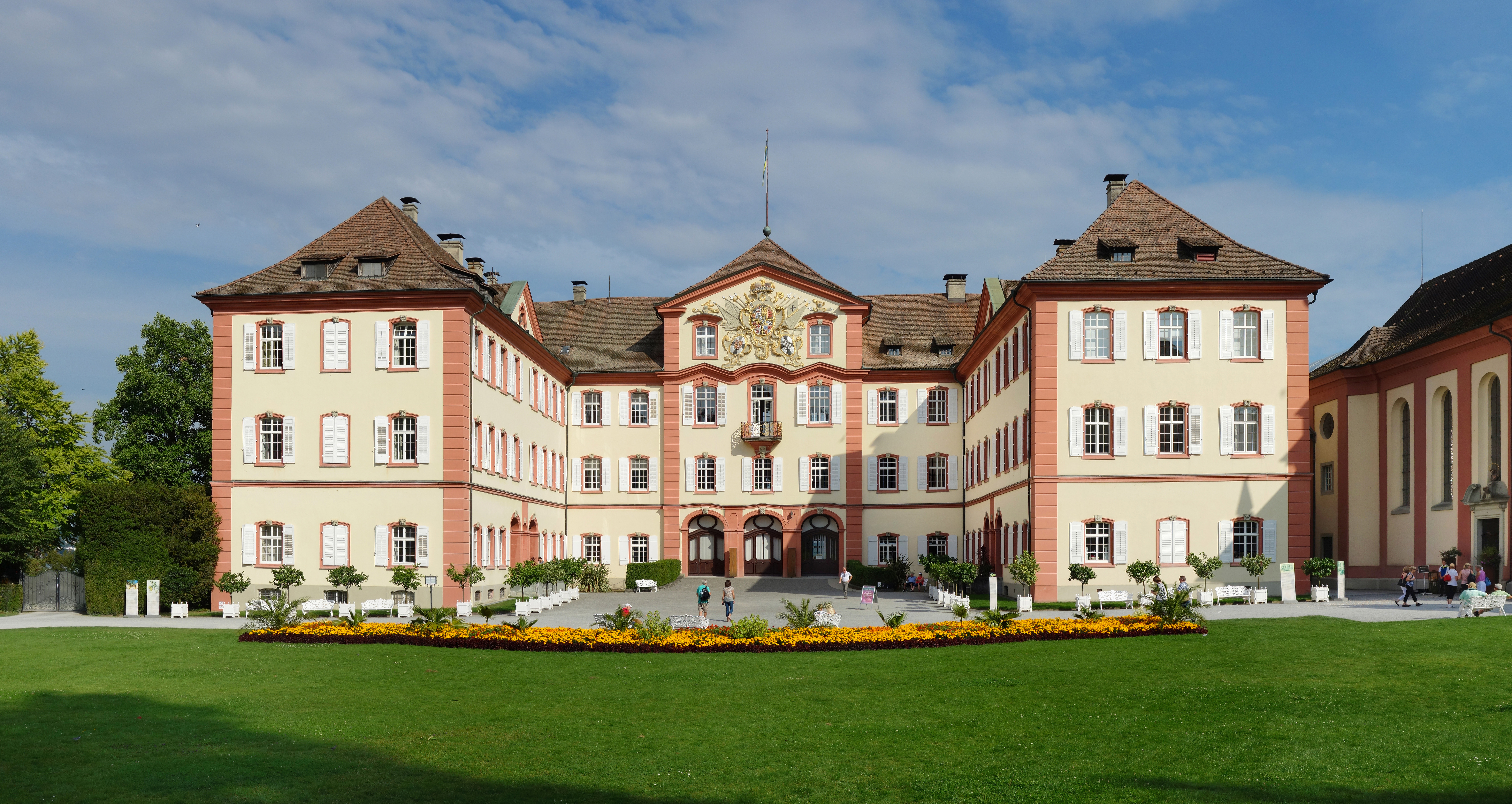
Castelo de Mainau na Ilha de Mainau, propriedade da família Bernadotte e o local tradicional do último dia de cada Reunião do Prêmio Nobel de Lindau.

Desde seu início, as reuniões dos ganhadores do Prêmio Nobel em Lindau ocorreram na pequena cidade bávara de Lindau, às margens do Lago de Constança. O centro da cidade está localizado em uma ilha no lago que está conectada ao continente por meio de pontes.

### Ciclo de reuniões
As reuniões se concentram alternadamente em fisiologia e medicina, física e química - as três disciplinas do Prêmio Nobel de ciências naturais. Desde 2000, uma reunião interdisciplinar em torno das três ciências naturais é realizada a cada cinco anos. Além disso, desde 2004, o Encontro de Lindau em Ciências Econômicas é realizado a cada três anos com os ganhadores do Prêmio Sveriges Riksbank em Ciências Econômicas em Memória de Alfred Nobel.

### Processo de inscrição
Os jovens cientistas que desejam participar precisam ser aprovados em um processo de inscrição em várias etapas. A inscrição está aberta a alunos de graduação, doutorado e pós-doutorado menores de 35 anos que estejam entre os melhores de sua turma e ainda não ocupem um cargo permanente. Os jovens cientistas só podem participar uma vez de uma reunião em Lindau.

### Financiamento
As reuniões de Lindau são financiadas por recursos públicos bem como doações privadas. Os custos e o financiamento de cada reunião são divulgados no relatório anual do respectivo ano. Apoiadores privados estão listados no site da organização e em várias outras publicações.